# Битюцкий, Вениамин Семёнович
Вениамин Семёнович Битюцкий (1902—1980) — советский актёр, театральный режиссёр. Народный артист РСФСР (1956), заслуженный деятель искусств РСФСР (1953).

## Биография
Родился 13 октября (26 октября по новому стилю) 1902 года в Саратове в семье железнодорожного рабочего-грузчика.
В 1919—1920 годах работал в железнодорожных мастерских учеником столяра. В 1921—1924 годах обучался в Саратовских высших государственных мастерских театрального искусства, по окончании поступил в Саратовский театр им. Н. Г. Чернышевского. После службы в Красной Армии (1925—1927) поступил в труппу Саратовского театра имени Карла Маркса, но в том же году по конкурсу принят актёром в московский Театр им. МГСПС (Театр имени Моссовета).
Не имея жилья в Москве, Битюцкий в 1928 году покинул столицу. В течение нескольких лет играл на сценах Бобруйска, Витебска, Балашова, Архангельска, Перми, Брянска, Лысьвы, Кудымкара, Свердловска. В числе его ролей — Хлестаков («Ревизор» Н. Гоголя), Карандышев («Бесприданница») и Мелузов («Таланты и поклонники») А. Островского, Освальд («Привидения» Г. Ибсена), Солнышкин («Дальняя дорога») и Белкин («Шестеро любимых») А. Арбузова, «Павел Корчагин» и др.
В 1933 году Битюцкий начинает работать режиссёром по совместительству, а с 1938 года полностью переходит на режиссёрскую работу.
С 1937 года по 1939 год работал в Свердловском ТЮЗе как актёр и режиссёр. В 1938 году становится главным режиссёром театра и исполняет обязанности художественного руководителя.
В 1939 году начинает работать режиссёром в Свердловском академическом театре драмы. Первый спектакль в его постановке — «Похищение Елены» Л. Вернейля (1939). В 1943 году Битюцкий руководит артистической бригадой по обслуживанию фронта.
С 1952 по 1967 год — главный режиссёр Свердловского театра драмы. С 1966 года Битюцкий формально пребывает на пенсии республиканского значения, однако ставит спектакли до марта 1979 года (последний спектакль — «Нора» Г. Ибсена (1979)).
Под руководством Битюцкого поставлены 83 спектакля русской, советской и зарубежной драматургии (в среднем по два спектакля ежегодно), в том числе многие выдающиеся спектакли Свердловского театра драмы: «Васса Железнова», «Дачники», «Сомов и другие» по произведениям М. Горького, «Антоний и Клеопатра» У. Шекспира и другие. Восемь спектаклей поставлены им впервые в СССР: «Дорога первых» А. Салынского, «Горное гнездо» и «Золотая ночь» Д. Мамина-Сибиряка, «Саламандра» В. Очеретина и др. Спектакли В. С. Битюцкого отмечены высокой режиссёрской культурой, характеризуются тщательной отделкой каждой роли.
Скончался 31 августа 1980 года в Свердловске. Похоронен на Широкореченском кладбище.

## Признание и награды
- 1945 — Медаль «За доблестный труд в Великой Отечественной войне 1941—1945 гг.»
- 1947 — Медаль «За победу над Германией в Великой Отечественной войне 1941—1945 гг.»
- 1953 — Заслуженный деятель искусств РСФСР
- 1956 — Народный артист РСФСР
- 1957 — спектакли «Антоний и Клеопатра» по У. Шекспиру и «Кремлёвские куранты» Н. Погодина отмечены на Всесоюзном фестивале драматических и музыкальных театров Дипломом 1-й степени.
- 1961 — избран депутатом Ленинского районного Совета депутатов трудящихся Свердловска.
- 1971 — награждён орденом Ленина.

## Творчество

### Екатеринбургский государственный академический театр драмы
- 1939 — «Похищение Елены» Л. Вернейля
- 1941 — «Васса Железнова» М. Горького
- 1944 — «Зыковы» М. Горького
- 1946 — «Дачники» М. Горького
- 1949 — «Враги» М. Горького
- 1953 — «Сомов и другие» М. Горького
- 1957 — «Антоний и Клеопатра» У. Шекспира
- 1957 — «Кремлёвские куранты» Н. Погодина
- 1959 — «Горное гнездо» Д. Мамина-Сибиряка
- 1963 — «Приваловские миллионы» Д. Мамина-Сибиряка
- 1967 — «Золотая ночь» Д. Мамина-Сибиряка
- 1968 — «Дети солнца» М. Горького
- 1973 — «Перехожу к действию» Э. Вериго
- 1975 — «Трамвай «Желание» Т. Уильямса
- 1979 — «Нора» Г. Ибсена